# Fraccionamiento Santo Santiago
Fraccionamiento Santo Santiago är en ort i Mexiko.   Den ligger i kommunen Tlaltenango de Sánchez Román och delstaten Zacatecas, i den centrala delen av landet, 500 km nordväst om huvudstaden Mexico City. Fraccionamiento Santo Santiago ligger 1 746 meter över havet och antalet invånare är 792.
Terrängen runt Fraccionamiento Santo Santiago är varierad. Runt Fraccionamiento Santo Santiago är det ganska glesbefolkat, med 31 invånare per kvadratkilometer. Närmaste större samhälle är Tlaltenango de Sánchez Román, 3,3 km väster om Fraccionamiento Santo Santiago. I omgivningarna runt Fraccionamiento Santo Santiago växer huvudsakligen savannskog.